# سرآبگرم علیا
سرآبگرم علیا، روستایی از توابع بخش مرکزی شهرستان سرپل ذهاب در استان کرمانشاه ایران است.

## جمعیت
این روستا در دهستان حومه سرپل قرار دارد و براساس سرشماری مرکز آمار ایران در سال ۱۳۸۵، جمعیت آن ۳۱۹ نفر (۶۴خانوار) بوده‌است.